# Anomoianthella rubra
Anomoianthella rubra är en svampdjursart som beskrevs av Patricia R. Bergquist 1995. Anomoianthella rubra ingår i släktet Anomoianthella och familjen Ianthellidae.
Artens utbredningsområde är Nya Kaledonien. Inga underarter finns listade i Catalogue of Life.